# 聖猶大塔德奧市 (塔奇拉州)

聖猶大塔德奧市（西班牙語：Municipio San Judas Tadeo），是委內瑞拉的一個市，位於該國西南部塔奇拉州，首府設於烏穆克納，面積253平方公里，海拔高度520米，2011年人口7,253，人口密度每平方公里28.67人。